# 梁耀枢

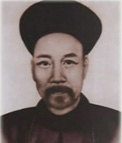
梁耀枢

梁耀樞（1832年—1888年），字冠祺，號斗南，晚號叔簡，原籍福建興化府莆田縣，廣東廣州府順德縣人，晚清官員、學者。

## 生平
生于道光十二年（1832年），少時從學于名儒朱九江，曾於廣州廣雅書院（今鎮海樓）讀儒經。同治壬戌（1862年）年中舉人，辛末科（1871年）中進士，欽點狀元，為廣東最後一位狀元。
同年授翰林院修撰。同治十二年（1873年），出任順天府鄉試同考官，官至翰林院二品詹士。卒于光緒十四年（1888年）。
梁耀樞曾任山東學正，與孔子後人衍聖公孔祥珂同祀孔子。後因諤言彈劾湖南試場舞弊，朝廷乃革去貪官，被慈禧皇太后及親皇稱為「金玉君子」。梁耀樞留有大量墨寶，著作失傳。
廣東梁氏分布於順德、香山（今中山）、江門、新安一帶。梁耀樞於光緒初年，曾至香山省宗族親友，題書武侯祠；更曾被新安（東莞）鄧氏請至香港作客，今香港廈村靈渡寺，尚存其「道從此入」木匾，後重修，新造一匾。

## 外部連結
- 順德光華梁耀樞狀元府